# Gerbillus henleyi
Gerbillus henleyi es una especie de roedor de la familia Muridae. Se conoce como gerbo Henley o dipodil pigmeo.

## Distribución geográfica
Se encuentra en el Norte de África y Oriente Próximo: Marruecos, Argelia, Túnez, Libia, Egipto, Jordania, Israel, la Península arábiga. También se encuentra en el Sahel: Senegal, Malí, Níger, Chad y Sudán.